# Propargylgruppe

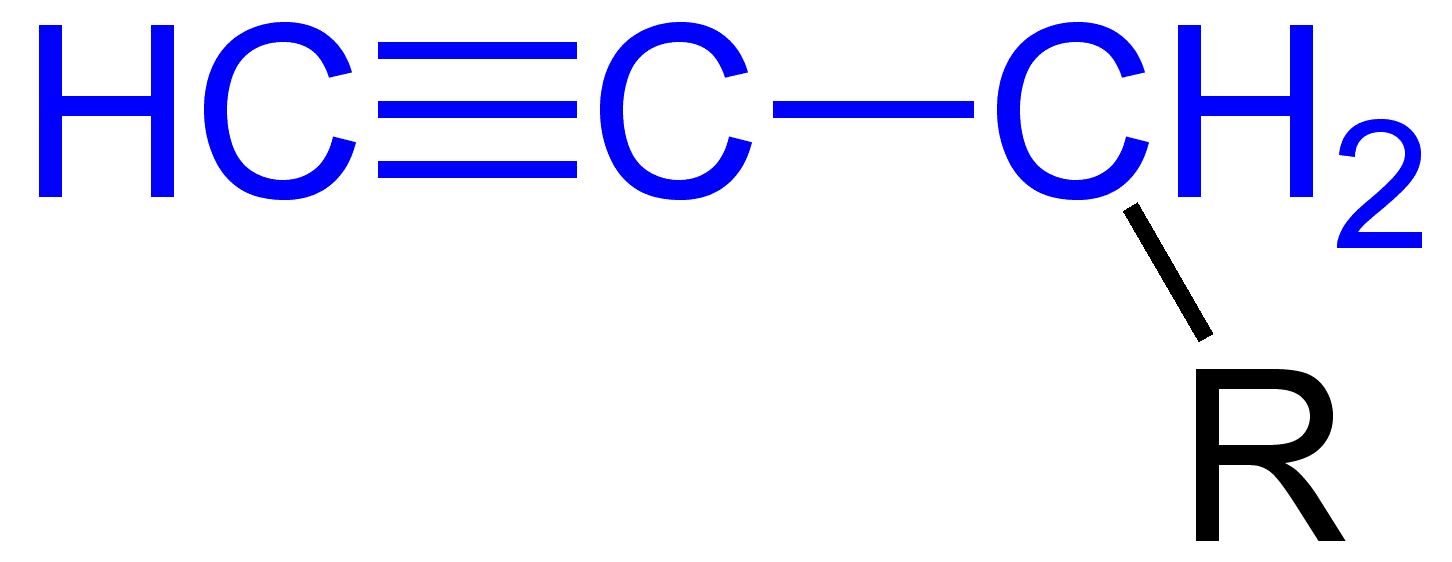
Propargylgruppe (blau markiert) als Teil einer organischen Struktur (R = Wasserstoffatom, Alkyl-Rest, Aryl-Rest, Carboxy-Rest, Hydroxy-Rest, Halogen etc.). Beispiele:
(a) R=OH: Propargylalkohol, Propin-1-ol oder 2-Propin-1-ol;
(b) R=Br: Propargylbromid, 3-Brompropin oder 3-Brom-1-propin.

Die Propargylgruppe ist ein Kohlenwasserstoffrest aus dem Bereich der organischen Chemie. Sie besteht aus dem ungesättigten Propinrest, der eine Dreifachbindung enthält, und ist das Alkinhomologe der Allylgruppe.
Sind an der Propargylgruppe kationisch abspaltbare Reste gebunden, so entsteht durch deren Abspaltung das Propargylkation. Dieses ist mesomeriestabilisiert zwischen den Grenzstrukturen des Propargylkations und des Propadienkations. Angreifende Nukleophile können so an zwei Positionen reagieren, wodurch unterschiedliche Produkte entstehen.

Säureinduzierte Abspaltung einer Hydroxygruppe oder Spaltung eines Ethers unter Bildung eines Propargylkations.

Um eine Substitution in Propargylposition zu erhalten, kann eine Nicholas-Reaktion durchgeführt werden, bei der die Dreifachbindung zuvor durch Bildung eines Cobaltkomplexes geschützt wird.

Schützung der Dreifachbindung der Propargylgruppe durch Dicobalthexacarbonyl, das aus Dicobaltoctacarbonyl erhalten werden kann.